# Guitar Hero Live
Guitar Hero Live es un juego de música desarrollado por FreeStyleGames (actualmente conocido como Ubisoft Leamington) y publicado y distribuido por Activision para PlayStation 3, PlayStation 4, Wii U, Xbox 360 y Xbox One a finales de 2015.
El juego sirve como un reinicio de la Serie Guitar Hero, introduciendo el primer juego desde Guitar Hero: Warriors of Rock en 2010. Guitar Hero Live introdujo cambios importantes en la jugabilidad y la experiencia de la franquicia, incluyendo una renovada guitarra con 6 botones, un nuevo estilo de presentación in-game que utiliza videos de movimiento, simulando un concierto del mundo real desde la perspectiva del guitarrista, y un nuevo modo Guitar Hero TV que abarca el multijugador y algunas listas.

## Lista de canciones
La tabla debajo indica el listado de canciones incluidas en el disco con la banda y festival ficticio donde se encuentran.
| Show/Festival                   | Banda                    | Artista                | Canción                                                | Año  | Género      |
| ------------------------------- | ------------------------ | ---------------------- | ------------------------------------------------------ | ---- | ----------- |
| Sounddial: Castle Stage         | Broken Tide              | The Gaslight Anthem    | "45"                                                   | 2012 | Rock        |
| Rock The Block: The Ledges      | Yearbook Ghosts          | Good Charlotte         | "The Anthem"                                           | 2002 | Rock        |
| Rock The Block: The Ledges      | Quantum Freqs            | Skrillex               | "Bangarang (ft. Sirah)"                                | 2011 | Alternativo |
| Rock The Block: Roadblock       | Fighthound               | Soundgarden            | "Been Away Too Long"                                   | 2012 | Rock        |
| Rock The Block: The Ledges      | Quantum Freqs            | Eminem                 | "Berzerk"                                              | 2013 | Alternativo |
| Sounddial: Fire Pit             | Blackout Conspiracy      | Of Mice & Men          | "Bones Exposed"                                        | 2014 | Metal       |
| Rock The Block: Strictland Park | The Out-Outs             | Rihanna                | "California King Bed"                                  | 2010 | Pop         |
| Rock The Block: The Ledges      | Quantum Freqs            | Kasabian               | "Club Foot"                                            | 2004 | Alternativo |
| Sounddial: Barn Stage           | The Jephson Hangout      | OneRepublic            | "Counting Stars"                                       | 2013 | Pop         |
| Sounddial: Barn Stage           | The Jephson Hangout      | Imagine Dragons        | "Demons"                                               | 2012 | Pop         |
| Rock The Block: The Ledges      | Yearbook Ghosts          | Neon Trees             | "Everybody Talks"                                      | 2011 | Pop         |
| Rock The Block: Strictland Park | The Jephson Hangout      | The 1975               | "Girls"                                                | 2013 | Indie       |
| Sounddial: Castle Stage         | Broken Tide              | The Black Keys         | "Gold on the Ceiling"                                  | 2011 | Rock        |
| Rock The Block: Strictland Park | The Jephson Hangout      | Elbow                  | "Grounds for Divorce"                                  | 2008 | Indie       |
| Rock The Block: Strictland Park | The Out-Outs             | Avril Lavigne          | "Here's to Never Growing Up"                           | 2013 | Pop         |
| Sounddial: Barn Stage           | Portland Cloud Orchestra | The Lumineers          | "Ho Hey"                                               | 2012 | Indie       |
| Sounddial: Barn Stage           | Portland Cloud Orchestra | Mumford & Sons         | "I Will Wait"                                          | 2012 | Indie       |
| Rock The Block: Cactus Joe's    | Broken Tide              | Rival Sons             | "Keep on Swinging"                                     | 2012 | Rock        |
| Sounddial: Fire Pit             | Our Pasts Collide        | Thirty Seconds to Mars | "The Kill"                                             | 2005 | Rock        |
| Sounddial: Fire Pit             | Blackout Conspiracy      | Pierce the Veil        | "King for a Day (ft. Kellin Quinn)"                    | 2012 | Metal       |
| Rock The Block: Strictland Park | The Jephson Hangout      | Jack White             | "Lazaretto"                                            | 2014 | Rock        |
| Rock The Block: Roadblock       | Vivid Screams            | Deap Vally             | "Lies"                                                 | 2013 | Indie       |
| Sounddial: Castle Stage         | Broken Tide              | Royal Blood            | "Little Monster"                                       | 2014 | Rock        |
| Sounddial: Fire Pit             | Our Pasts Collide        | You Me at Six          | "Lived a Lie"                                          | 2014 | Rock        |
| Rock The Block: Roadblock       | Vivid Screams            | Halestorm              | "Love Bites (So Do I)"                                 | 2012 | Rock        |
| Rock The Block: Roadblock       | Fighthound               | Pearl Jam              | "Mind Your Manners"                                    | 2013 | Rock        |
| Sounddial: Barn Stage           | Portland Cloud Orchestra | Of Monsters and Men    | "Mountain Sound"                                       | 2012 | Indie       |
| Sounddial: Fire Pit             | Our Pasts Collide        | Fall Out Boy           | "My Songs Know What You Did in the Dark (Light Em Up)" | 2013 | Rock        |
| Rock The Block: Roadblock       | Vivid Screams            | Paramore               | "Now"                                                  | 2013 | Rock        |
| Rock The Block: Roadblock       | Fighthound               | Green Day              | "Nuclear Family"                                       | 2012 | Rock        |
| Rock The Block: Cactus Joe's    | VIP Party                | The Rolling Stones     | "Paint It Black"                                       | 1966 | Rock        |
| Rock The Block: Cactus Joe's    | Broken Tide              | Arctic Monkeys         | "R U Mine?"                                            | 2013 | Indie       |
| Rock The Block: The Ledges      | Yearbook Ghosts          | Blink-182              | "The Rock Show"                                        | 2001 | Rock        |
| Sounddial: Fire Pit             | Blackout Conspiracy      | Bring Me the Horizon   | "Shadow Moses"                                         | 2013 | Metal       |
| Rock The Block: Cactus Joe's    | Broken Tide              | Wolfmother             | "Sundial"                                              | 2009 | Rock        |
| Rock The Block: Cactus Joe's    | VIP Party                | Queen                  | "Tie Your Mother Down"                                 | 1976 | Rock        |
| Sounddial: Castle Stage         | Broken Tide              | Rise Against           | "Tragedy + Time"                                       | 2014 | Rock        |
| Sounddial: Castle Stage         | Broken Tide              | Biffy Clyro            | "Victory Over the Sun"                                 | 2013 | Rock        |
| Rock The Block: Strictland Park | The Out-Outs             | Katy Perry             | "Waking Up in Vegas"                                   | 2008 | Pop         |
| Rock The Block: The Ledges      | Quantum Freqs            | Linkin Park            | "Wastelands"                                           | 2014 | Rock        |
| Sounddial: Barn Stage           | The Jephson Hangout      | The Killers            | "When You Were Young"                                  | 2006 | Rock        |
| Rock The Block: Cactus Joe's    | VIP Party                | The Who                | "Won't Get Fooled Again"                               | 1971 | Rock        |

## Recepción
Tras su lanzamiento, Guitar Hero Live tuvo una acogida positiva por parte de la crítica y negativa por los usuarios. En el sitio web de análisis Metacritic, el juego tiene una puntuación de 80/100 de 69 críticos y un puntuación de 6.2/10 de 197 ratings de usuarios.

## Cierre de Servidores
Los servidores del modo GHTV fueron descontinuados en diciembre de 2018. Dejando al jugador con la posibilidad de solo jugar las 40 canciones incluidas originalmente en el disco.